# Spaanse Rijk
Het Spaanse Rijk (Spaans: Imperio español) of de Universele Spaanse Monarchie (Spaans: Monarquía universal española) is de benaming voor de unie van koninkrijken, afhankelijkheden en koloniën ondergeschikt aan de Kroon van Aragón en de Kroon van Castilië tussen 1492 en 1898. Het was het grootste wereldrijk van de vroegmoderne tijd en heeft vooral zijn stempel gedrukt op de geschiedenis, taal, religie en cultuur van het huidige Latijns-Amerika.

## Ontstaan
Het Spaanse Rijk ontstond na de Castiliaanse Successieoorlog (1475-1479), waarin Portugal zich moeide. De oorlog werd beslecht met het Verdrag van Alcáçovas (1479). Portugal zag af van de troon en de Kroon van Aragón en de Kroon van Castilië werden verenigd. In het verdrag stond ook een artikel over de opdeling van de Atlantische Oceaan, in noord en zuid. In de jaren 80 van vijftiende eeuw, was Johan II van Portugal, door zijn overzeese bezittingen, de rijkste man van Europa. Na de voltooiing van de Reconquista was de tijd rijp om in het tijdperk van de grote ontdekkingen te stappen. Op 12 oktober 1492 ontdekte Christoffel Columbus voor Spanje, Amerika, het begin van een koloniaal rijk. Spanje en Portugal hadden dan wel een akkoord over noord-zuid verdeling, maar niet over oost-west verdeling van de oceaan. Beide partijen gingen terug aan tafel zitten en kwamen het Verdrag van Tordesillas (1494) overeen. Tegen 1513 hadden de Spanjaarden de Caraïben, de oostkust van Centraal-Amerika en Venezuela ontdekt.

## Spaanse Habsburgers

### Keizer Karel (1516-1556)
Na de dood van Ferdinand II van Aragon volgde zijn kleinzoon Carlo I in 1516 hem op als koning van het toen in personele unie verenigde Spanje. Tussen 1519 en 1521 veroverde Hernán Cortés het Azteekse Rijk en deed Ferdinand Magellaan de eerste  zeilreis rond de wereld. Het onderkoninkrijk Nieuw-Spanje werd gesticht. In 1532 begon Conquistador Francisco Pizarro met de verovering van het Incarijk, het Onderkoninkrijk Peru werd gecreëerd. In Europa was Karel verwikkeld in de Italiaanse Oorlogen tegen Frankrijk en bondgenoten, waarbij ook alle Nederlanden veroverd werden (voltooid in 1543) en de Reformatieoorlogen, zoals de Schmalkaldische Oorlog.
In 1542 werden de Nieuwe Wetten gestemd. Door de komst van de Europeaan stierf de inheemse bevolking massaal aan de voor hen nieuwe ziektes, zoals pokken, pest, tyfus, griep en mazelen. De zoektocht naar nieuwe arbeidskrachten, bracht de Trans-Atlantische slavenhandel op gang. Voor het huwelijk van Filips II van Spanje met Maria Emanuela van Portugal in 1543 werden de eilanden, die door Ferdinand Magellaan waren ontdekt, vanaf nu de Filipijnen genoemd. 
Het Spaanse Rijk was halverwege de 16e eeuw de grootste politieke macht ter wereld, en Karel V noemde het dan ook het rijk waar de zon nooit ondergaat.

### Filips II (1556-1598)
Na het aftreden van Karel V in 1555/1556 werd het rijk gesplitst in een Spaans deel (Spanje, de Nederlanden, de Italiaanse gebieden en de overzeese koloniën) onder koning Filips II, en een Oostenrijks deel (Oostenrijk, Hongarije, Bohemen, Moravië, Silezië en het Rooms-Duitse keizerschap) onder keizer Ferdinand I (zie voor het Oostenrijkse gedeelte: Habsburgse monarchie).
Het getalm met de hervormingen in de Kerk escaleerde in de godsdienstoorlogen. Eerst in Frankrijk, die kort nadien oversloeg naar de Spaanse Nederlanden, het begin van de Tachtigjarige Oorlog. De heersende Spaanse Habsburgers trachtten de Reformatie in hun gebieden tegen te gaan en hun onderdanen binnen de Rooms-Katholieke Kerk te houden. Daarnaast streed het Spaanse Rijk mee in de Ottomaans-Habsburgse Oorlogen om de macht over de Middellandse Zee.
Om de overzeese gebieden beter te beheren werd Spaans-Oost-Indië opgericht. Tussen 1580 en 1640 vormden Spanje en Portugal de Iberische Unie en beheerden hun koloniën gezamenlijk. Ze hadden het monopolie over de trans-Atlantische handel, het mercantilisme vond zijn intrede. De enorme rijkdommen die de Spanjaarden verwierven met hun wereldrijk, werden bedreigd door de vele oorlogen die het rijk moest voeren om zichzelf in stand te houden en door de georganiseerde kaapvaart. De inmenging van de Engelsen in de Nederlandse Opstand en de intensieve kaapvaart leidden tot de Spaans-Engelse Oorlog (1585-1604). Het is in dit conflict dat Spanje in 1588 een derde van zijn Spaanse Armada verloor.
Na de moord op Hendrik III van Frankrijk stortte Filips II zich volledig op de Franse Successieoorlog (1589-1598). Hierdoor kreeg de Nederlandse Republiek tien jaar respijt om zich te organiseren, ook Engeland zat niet stil.

### Filips III (1598-1621)
De dood van Filips II betekende een keerpunt in de geschiedenis van het Spaanse Rijk. Hij werd opgevolgd door zijn zoon Filips III van Spanje, die in tegenstelling tot zijn vader zich niet direct met het beleid moeide. Er werd vrede gesloten met Frankrijk en met Engeland. De oorlog met de Verenigde Nederlanden ging in alle hevigheid voort.
Filips III liet alle in Spaanse en Portugese havens aanwezige Hollandse en Zeeuwse schepen met hun lading in beslag nemen en de bemanning gevangennemen. Deze politiek bracht minstens evenveel schade toe aan de Spaanse economie als aan die van de Republiek der Zeven Verenigde Nederlanden. De Verenigde Nederlanden werden genoodzaakt hun specerijen zelf te gaan halen en zo ontstond de VOC. In de 17e eeuw ontnamen andere Europese mogendheden het Spaanse monopolie op de handel in koloniale producten. Spanje kreeg steeds meer concurrentie en leed onder haar eigen imperial overstretch. Andere handelscompagnieën zagen het licht, zoals de Britse Oost-Indische Compagnie.
In 1609 werd een Twaalfjarig Bestand gesloten met de Verenigde Nederlanden en na de dood van Hendrik IV van Frankrijk in 1610, voerde Frankrijk een pro-Habsburgse koers, die werd bezegeld met een dubbelhuwelijk, Lodewijk XIII van Frankrijk huwde met Anna van Spanje en Filips IV van Spanje huwde met Elisabeth van Frankrijk.
In de Oostenrijkse tak van de Habsburgers had men te kampen met de erfopvolging. Keizer Matthias had geen kinderen en zo kwam de keizerkroon in zicht voor Filips III of zijn zoon Filips IV. Met het Oñateverdrag van 1617 werd uiteindelijk gekozen voor de ultraconservatief Ferdinand II, die de aanzetter is van de Dertigjarige Oorlog, waarin het Spaanse Rijk een belangrijke rol speelde.

### Filips IV (1621-1665)
In tegenstelling met de regeerperiode van zijn vader, waar het sluiten van vrede belangrijk was, is de regeerperiode van Filips IV een tijdperk van oorlog. De oorlog in de Lage Landen hervatte en in 1625 vervoegden de Engelsen zich in de strijd. In 1628 verloor Spanje een belangrijke zilvervloot, wat een zware financiële aderlating betekende.
Na de Habsburgse overwinning bij Nördlingen voelde Kardinaal de Richelieu zich volledig ingesloten en verklaarde de Frans-Spaanse Oorlog (1635-1659).
Het verlies van de Tweede Spaanse Armada betekende opnieuw een zware aderlating voor het Spaanse Rijk, dat graaf-hertog van Olivares genoodzaakt was de belastingen in het gehele rijk te verhogen. In 1640 brak de Catalaanse opstand uit, kort daarna gevolgd door de Portugese Restauratieoorlog
In 1654 kregen de Fransen steun van de Engelsen en in 1655 veroverden de Engelsen, Jamaica. Spanje werd gedwongen tot het tekenen van vrede met Frankrijk en de vrede werd beslecht met het huwelijk tussen Lodewijk XIV van Frankrijk en Maria Theresia van Spanje. Filips IV werd opgevolgd door zijn vierjarige zoon Karel II van Spanje.

### Karel II (1665-1700)
Karel II zou zelf nooit regeren omdat hij daartoe fysisch en psychisch niet bekwaam werd geacht. Zijn regeerperiode ging gebukt onder de oorlogen met Lodewijk XIV.
Lodewijk XIV was getrouwd met zijn stiefzuster, waarbij een enorme bruidsschat werd beloofd. Deze bruidsschat kon door het Spaanse Rijk niet worden voldaan en in 1667 brak de Devolutieoorlog uit. De omringende landen zagen het gevaar in van een te dominant Frankrijk en sloten allianties.
Lodewijk XIV was niet tevreden met wat hij gekregen had en bleef oorlog voeren. Om de plooien glad te strijken met Frankrijk, na de Hollandse Oorlog, huwde Karel II in 1679 met Marie Louise van Orléans. Toen Marie-Louise plots in 1689 stierf, vormden de Oostenrijkse Habsburgers de Grote Alliantie en vervoegden de Negenjarige Oorlog (1688-1697). Na de Vrede van Rijswijk kwam de Spaanse successie terug op de proppen. Alles wees op een verderzetting van het Habsburgs huis, toen geheel onverwacht, Karel II kort voor zijn dood zijn testament wijzigde en de tweede kleinzoon van Lodewijk XIV, Filips V, tot  wettige erfgenaam aanduidde.

## Bourbons

### Filip V (1713-1746)
Na de dood van Karel II van Spanje in 1700, brak de Spaanse Successieoorlog (1701–1714) uit, deze werd beslecht door de Vrede van Utrecht (1713). Filips V van Anjou uit het Huis Bourbon werd koning van Spanje. Hij kreeg daarmee de Spaanse troon, maar werd uitgesloten van de Franse troon. De Habsburger Karel VI van Oostenrijk kreeg Spanje niet, maar ontving ter compensatie de Zuidelijke Nederlanden (sindsdien Oostenrijkse Nederlanden genoemd), het hertogdom Milaan, het koninkrijk Napels en Sardinië. Het koninkrijk Groot-Brittannië verkreeg Gibraltar en Minorca, waarmee het de toegang tot de Middellandse Zee beheerste en de Asiento ofwel het monopolie op de slavenhandel. In ruil kreeg Filips V, Nieuw-Spanje. Kort na zijn aantreden begon hij met hervormingen. Een daarvan was het creëren van het Onderkoninkrijk Nieuw-Granada. Onder impuls van zijn vrouw Elisabetta Farnese begon hij een nieuwe oorlog over de heerschappij over Italië.
Spanje bleef strijdvaardig. Het nam deel aan de Engels-Spaanse Oorlog (1727-1729) over o.a. Gibraltar, de Poolse Successieoorlog (1733-38), waarbij het in bezit kwam van de Koninkrijken Napels en Sicilië, een oorlog over Uruguay, nog een oorlog met Engeland (1739-1742) en het land was ook betrokken in de Oostenrijkse Successieoorlog (1740-1748).

### Ferdinand VI (1746–1759) en Karel III (1759-1788)
De periode van Ferdinand VI was een periode van vrede en neutraliteit. Hij werd opgevolgd door zijn halfbroer Karel III. Tijdens de eerste fase van de Zevenjarige Oorlog (1756-1763) bleef Spanje afzijdig, maar toen de verliezen aan Franse zijde zich bleven opstapelen, sloot Karel III tegen het advies van zijn raadgevers in 1761 een Familiaal Verbond. De oorlog richtte zich voornamelijk tegen Groot-Brittannië en zijn bondgenoten. Zo viel Spanje in 1762 Portugal binnen, deze oorlog werd ook gevoerd in hun respectievelijke kolonies. In 1762, hielden de Britten Havana bijna een volledig jaar bezet. Honderden Britse handelsschepen deden de Cubaanse stad aan, wat voor de kolonisten een duidelijk teken was van Spanje's tanende macht. 
De Britten veroverden ook Manilla op de Filipijnen. Met de Vrede van Parijs (1763) kreeg het Spaanse Rijk Cuba en de Filipijnen terug, maar moest het Florida afstaan aan de Britten.
Zijn binnenlandse politiek daarentegen was een zegen voor Spanje. Hij moderniseerde het land, perkte de macht van de Spaanse Inquisitie enorm in en schafte op 2 april 1766 de orde van de jezuïeten af in Spanje en alle Spaanse gebieden.
Latijns-Amerika werd nog eens hervormd met de creatie van Onderkoninkrijk van de Río de la Plata. In 1777 ondertekende Spanje samen met Portugal, het Verdrag van San Ildefonso, dat tweehonderdvijftig jaar na het Verdrag van Tordesillas, waar een artificiële wereldgrens werd getrokken tussen de Portugese en Spaanse invloedssfeer, een nieuwe grens werd getrokken, die gebaseerd was op de werkelijke situatie. Spanje verkreeg ook een stukje van West-Afrika en kon zich zo zelf voorzien in de Trans-Atlantische slavenhandel. In 1779 stapte het Spaanse Rijk in de Amerikaanse Onafhankelijkheidsoorlog. Met de Vrede van Parijs (1783) herwon het Spaanse Rijk, Florida.

### Karel IV en de Coalitieoorlogen (1788-1808)
Na de onthoofding van Lodewijk XVI van Frankrijk sloot Spanje zich aan bij de Eerste Coalitieoorlog tegen het revolutionaire Frankrijk, wat volgde is de Pyreneeënoorlog (1793-1795). Manuel de Godoy, eerste minister van Spanje, begon vredesonderhandelingen met Frankrijk en in juli 1795 werd de Vrede van Bazel getekend, waarmee de oorlog beëindigd werd. Spanje stond hierbij twee derde van het Antilliaanse eiland Hispaniola aan Frankrijk af. Een jaar later tekende beide partijen een samenwerkingsverdrag, het Verdrag van San Ildefonso (1796).
Met het Verdrag van San Ildefonso (1800) stond Spanje, Louisiana af aan Frankrijk. Onder dwang van Napoleon Bonaparte viel Spanje in 1801 Portugal binnen, de Sinaasappeloorlog. Portugal werd gedwongen het Verdrag van Madrid (1801) te tekenen.
Spanje nam actief deel aan de Derde Coalitieoorlog (1805-1806). Het hoofddoel was de Britse zeemacht te breken. Helaas voor Spanje werd hun vloot verslagen tijdens de Zeeslag bij Trafalgar, onder Horatio Nelson. Daarna stelde Napoleon het Continentaal stelsel in. In plaats van het Britse Rijk militair klein te krijgen, gebruikte hij het economische wapen, het sluiten van alle Europese continentale havens voor Britse handelsproducten. Portugal weigerde deel te nemen aan het systeem, waarop Napoleon en Godoy het Verdrag van Fontainebleau (oktober 1807) ondertekenden.

### Jozef Bonaparte en Ferdinand VII (1808-1833)
Eind 1807 stak generaal Junot met zijn Franse troepen de Pyreneeën over en viel Portugal binnen. Ferdinand VII, fel tegenstander van Manuel Godoy, poogde een staatsgreep. Napoleon greep in, zette Karel IV af, sloot Ferdinand op in het Kasteel van Valençay en plaatste zijn broer Jozef Bonaparte op de troon van Spanje. Hierop brak de Spaanse Onafhankelijkheidsoorlog uit (1808-1814), waarbij de Spanjaarden er uiteindelijk in slaagden de Fransen te verdrijven, maar daarbij wel de controle over de koloniën verloren. De Spaans-Amerikaanse Onafhankelijkheidsoorlogen volgden (1808-1829), die het Spaanse Rijk ten onder deden gaan; een voor een wisten de Spaanse koloniën in Zuid- en Midden-Amerika zich los te scheuren van het Europese moederland.
Na de val van Napoleon kwam Ferdinand VII aan de macht en hij werd op 13 mei 1814 enthousiast begroet in Madrid. Onmiddellijk schafte hij de liberale constitutie van 1812 af en hij vervolgde opstandelingen op dermate wrede en meedogenloze wijze. Een opstand in januari 1820 dwong hem echter om de liberale grondwet opnieuw in te voeren. Pas na gewapend ingrijpen door Frankrijk in 1823 kon hij zijn absolute macht herstellen. Net voor zijn dood maakte Ferdinand door middel van een Pragmatieke Sanctie bekend dat zijn vader in 1789 de Salische Wet, volgens welke vrouwen niet opvolgingsgerechtigd waren, had afgeschaft. Dit tot grote ergernis van zijn broer Don Carlos, die zijn kans op het koningschap in rook op zag gaan.
Wat nog overbleef van Latijns-Amerika werd verenigd onder de noemer, Spaans-West-Indië.

### Isabella II (1833-1868)
Na een opvolgingsgeschil ontstond het carlisme, dat vruchteloos drie oorlogen voerde om de Spaanse troon. Kortstondig leefde tussen 1873 en 1874 de Eerste Spaanse Republiek, waarna de Bourbonmonarchie werd hersteld.

### Ondergang
Ten slotte verdwenen de laatste Spaanse bezittingen door de Spaans-Amerikaanse Oorlog in 1898; doorgaans laat men in de geschiedschrijving het Spaanse Rijk dan ook met dit jaartal eindigen. De monarchie werd in 1931 onderbroken toen democratisch verkozen republikeinen de Tweede Spaanse Republiek uitriepen, maar daarna brak de Spaanse Burgeroorlog uit (1936-1939) die de nationalisten onder leiding van Francisco Franco wonnen. De door hem gevestigde dictatuur, de Spaanse Staat die in 1947 de monarchie herstelde, eindigde na de dood van Franco in 1975, waarna uit een reeks van hervormingen in 1978 een moderne grondwet werd aangenomen en het huidige koninkrijk Spanje ontstond. In sommige gevallen wordt gesteld dat het Spaanse Rijk definitief eindigde met de dekolonisatie van de Afrikaanse bezittingen in de jaren 60 en 70.

## Koloniën

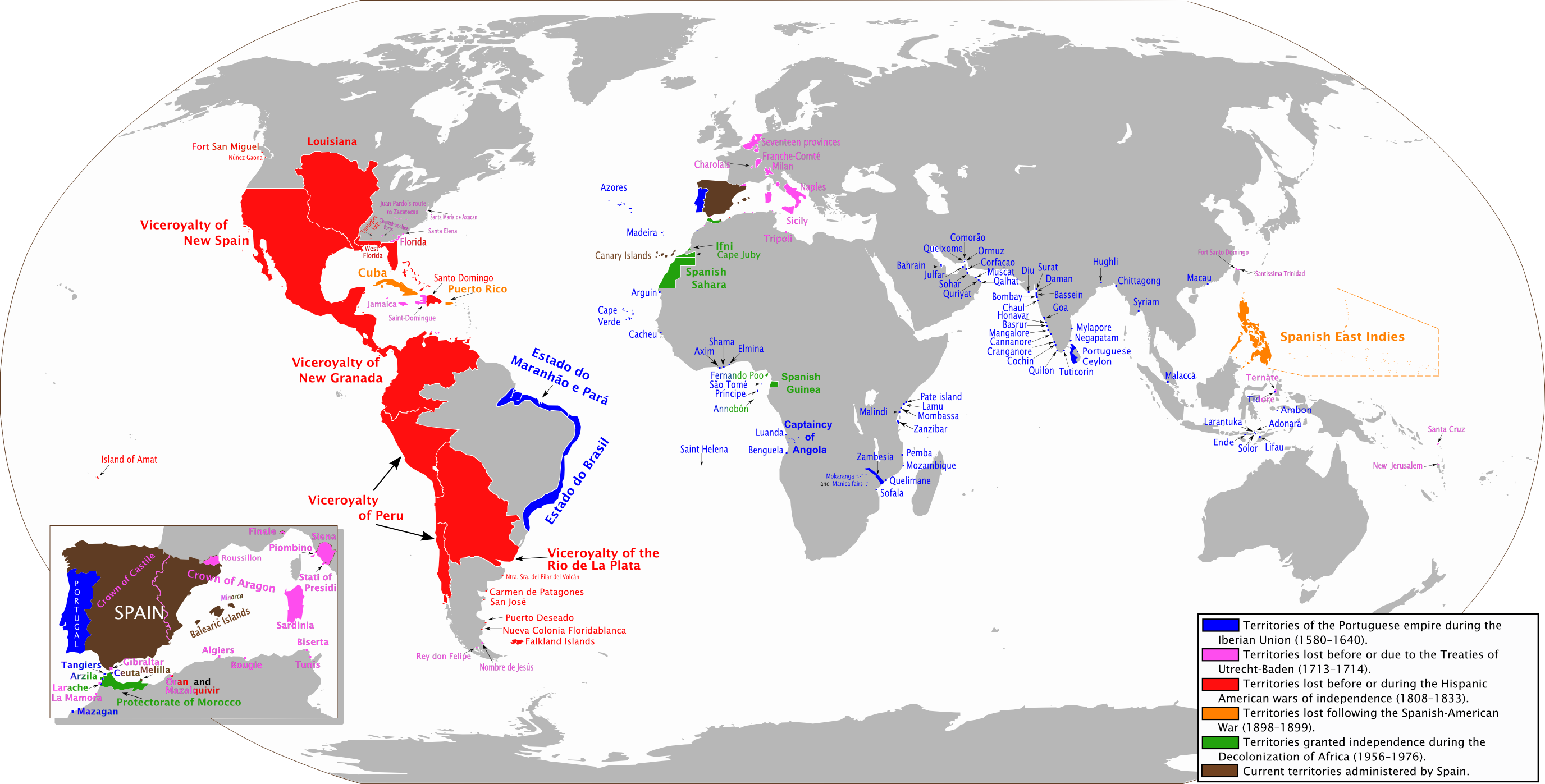
Een anachronistische kaart met daarop Spaanse kolonies gedurende meer dan 400 jaar.
Grondgebied van het Portugese imperium tijdens de Iberische Unie (1581-1640).
Gebieden verloren tot aan of vanwege het Verdrag van Utrecht-Baden (1714)
Gebieden verloren vóór of tijdens de Spaans-Amerikaanse Onafhankelijkheidsoorlogen (1811–1828)
Grondgebied verloren vanwege de Spaans-Amerikaanse Oorlog (1898-1899)
Gebieden verloren gegaan door de dekolonisatie van Afrika (1956-1976)
Grondgebied momenteel beheerd door Spanje

Spanje was samen met Portugal het eerste Europese land dat koloniën verwierf buiten Europa (een uitzondering is Groenland onder de Noren). Spanje richtte zich voornamelijk op Zuid-Amerika.

### Amerika
- Onderkoninkrijk Nieuw-Spanje (1521-1821), bestaande uit:
  - Mexico veroverd in 1521, verloren in 1821
    - Opper-Californië/Nieuw-Californië (1769-1821)
    - Texas (tot 1821)
    - New Mexico (1598-1680; 1690-1821)

  - Louisiana (Nieuw-Spanje) (1764-1803)
  - Spaans Florida (1513-1763; 1784-1821)
  - Guatemala veroverd in 1524, verloren in 1821
  - Honduras veroverd in 1524, verloren in 1821
  - El Salvador verloren in 1821
  - Nicaragua veroverd in 1524, verloren in 1821
  - Venezuela verloren in 1821
  - Cuba veroverd in 1511, verloren in 1898
  - Hispaniola verkregen in 1492
  - Enkele Antillen
- Onderkoninkrijk Peru (1542-1824), bestaande uit:
  - Peru veroverd in 1532, verloren in 1821
  - Bolivia (tot 1825)
  - Chili (tot 1810/1817)
  - Onderkoninkrijk Nieuw-Granada (1717-1819), in 1717 afgesplitst van Peru, bestaande uit:
    - Colombia (tot 1819)
    - Ecuador (tot 1819)
    - Panama (tot 1819)

  - Onderkoninkrijk van de Río de la Plata (1776-1812), in 1776 afgesplitst van Peru, bestaande uit
    - Argentinië (tot 1810/1816)
    - Paraguay (tot 1811)
    - Uruguay (tot 1828)

### Afrika
- Spaans Noord-Afrika
  - Canarische Eilanden (in 1402 veroverd door Castilië, tegenwoordig een autonome regio)
  - Ceuta (definitief Spaans in 1688) en Melilla (veroverd in 1496; beide steden hebben tegenwoordig zelfbestuur)
  - Spaanse Sahara (1924-1946, 1958-1975), Spaans-West-Afrika (1946-1958)
  - Spaans-Marokko (1912-1956)
  - Oran (1509–1708, 1732–1791)
- Equatoriaal-Guinea (1878-1968)

### Europa
- Koninkrijk Napels (tot 1714)

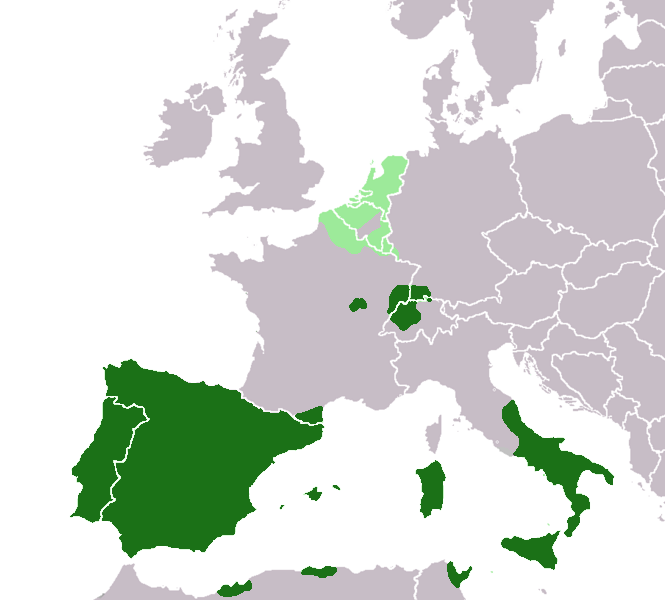
Het Spaanse Rijk in Europa rond 1580; in het lichtgroene gebied was de Nederlandse Opstand bezig.

- Habsburgse Nederlanden (Noordelijke Nederlanden tot 1648, Zuidelijke Nederlanden tot 1714)
- Franche-Comté (tot 1678)
- Hertogdom Milaan (tot 1714)
- Sardinië (tot 1714)

### Azië en Oceanië
- Spaans-Oost-Indië (1565-1898)

Filipijnen (onderdeel van Nieuw-Spanje; tot 1898)
Guam (1565-1898)
Marshalleilanden (1855-1898)
Palau (in bezit genomen in 1543, sinds 1574 deel van Nieuw-Spanje, eind 19e eeuw gekoloniseerd, in 1899 aan Duitsland verkocht)
Samoa
kolonie · kolonisatie · kolonialisme · dekolonisatie (staatkundig) · dekolonisatie (cultureel)· neokolonialisme · postkolonialisme · imperialisme